# Lothar Beutel
Lothar Benno Hermann Beutel (* 6. Mai 1902 in Leipzig; † 16. Mai 1986 in Berlin-Steglitz) war ein deutscher Apotheker und SS-Führer. Zur Zeit des Nationalsozialismus war er Leiter des SD-Oberabschnitts Mitte (1933 bis 1936), danach Leiter des SD-Oberabschnitts Süd und später Führer der Einsatzgruppe IV im deutsch besetzten Polen und Hauptverantwortlicher für Verbrechen an der polnischen Bevölkerung ab 12. September 1939 in Bromberg.

## Leben
Nach dem Ersten Weltkrieg gehörte er dem Freikorps Escherich an und legte das Abitur ab. Von 1921 bis 1923 diente er beim  Infanterie-Regiment 11 und danach kurzzeitig beim Reichswehr-Infanterie-Regiment 38. Beutel nahm ein Studium der Pharmazie, Volkswirtschaft und Kunstgeschichte auf und war nach Studienabschluss als approbierter Apotheker tätig bzw. nach der Machtübergabe an die Nationalsozialisten 1933 stellvertretender Reichsapothekerführer. Während der Weimarer Republik betätigte er sich in völkischen Organisationen.

### Beim Sicherheitsdienst (SD)
Zum 1. Juni 1929 trat er in die NSDAP (Mitgliedsnummer 135.238) sowie im Mai 1930 in die SS (SS-Nummer 2.422) ein und wurde am 19. Juni 1931 zum SS-Untersturmführer ernannt. Im Oktober 1932 wurde er zum SD abkommandiert und organisierte dort den Aufbau des Sicherheitsdienstes der SS (SD) für den Raum Sachsen bis Januar 1934. Am 9. November 1932 wurde er zum SS-Hauptsturmführer und am 1. Juli 1933 zum SS-Obersturmbannführer befördert. Im Januar 1934 wurde er zum hauptamtlichen Leiter des SD-Oberabschnitts Südost bestellt und am 20. April 1934 zum SS-Standartenführer befördert. Ab Ende Juni 1934, während des sogenannten Röhm-Putsches, fungierte er als Beauftragter des SD in Sachsen und führte gemäß einer Nachkriegsaussage von Friedrich Karl von Eberstein, Führer des SS-Oberabschnitts Mitte in Dresden, bei der Niederschlagung der sogenannten Röhmrevolte am 30. Juni 1934 Exekutionsbefehle aus. Die Beförderung zum SS-Oberführer erfolgte zum 20. Januar 1936. Kurzzeitig war er 1935 Ratsherr in Chemnitz. Bei der Reichstagswahl 1936 und 1938 kandidierte er erfolglos.
Im Zuge der Umstrukturierung des SD Ende 1935/Anfang 1936 übernahm Lothar Beutel die Leitung des SD-Oberabschnitts Süd. Im Dezember 1937 wurde er in Bayern zum ersten Inspekteur der Sicherheitspolizei und des SD ernannt und in dieser Funktion in Personalunion für die Wehrkreise VII (München) und XIII (Nürnberg) zuständig. Aufgabe dieser Inspekteure war die Koordination zwischen Sicherheitspolizei und staatlicher Verwaltung, den Gauleitern und der Wehrmacht. Beim Bayerischen Staatsministerium des Innern war er zudem stellvertretender Abteilungsleiter für den Bereich Polizei sowie Referent. 1938 trennte er sich auf Drängen der Partei von seiner Frau, die nach der Diktion der Nationalsozialisten Halbjüdin war. Die beiden heirateten 20 Jahre später erneut. Von 1938 bis Oktober 1939 leitete Beutel die Staatspolizeileitstelle München. Am 20. April 1939 wurde er zum SS-Brigadeführer befördert.

### Bei den „Einsatzgruppen der Sicherheitspolizei“ in Polen
Nach Beginn des Zweiten Weltkriegs führte Beutel beim Überfall auf Polen die Einsatzgruppe IV, die mit der „Bekämpfung aller reichs- und deutschfeindlichen Elemente rückwärts der fechtenden Truppe“ und gleichzeitig einer umfassenden Vernichtung der polnischen Intelligenz beauftragt war. Die Einsatzgruppe IV war der 4. Armee unter General Günther von Kluge zugeteilt und bestand aus den nachstehenden zwei Einsatzkommandos (EK):
- Einsatzkommando 1/IV unter Helmut Bischoff
- Einsatzkommando 2/IV unter Walter Hammer

Nach Aussagen von Walter Hammer vor der Staatsanwaltschaft am Landgericht Berlin am 20. Juli 1965 ließ Beutel am 12. September 1939 als Vergeltungsmaßnahme für die beim „Bromberger Blutsonntag“ ermordeten Volksdeutschen mindestens 80 Polen erschießen. Nach Hammers Aussage, die Erschießungen hätten den ganzen Tag angedauert, ist allerdings von einer höheren Opferzahl auszugehen.
Beutel war auch Teilnehmer einer großen Besprechung in Berlin am 21. September 1939, die Reinhard Heydrich mit den Amtschefs des Reichssicherheitshauptamtes, Adolf Eichmann und den Führern der Einsatzgruppen durchführte. Heydrich informierte die Teilnehmer auch über das den Juden und Polen zugedachte Schicksal und führte dazu aus:

„Die Juden-Deportation in den fremdsprachigen Gau, Abschiebung über die Demarkationslinie ist vom Führer genehmigt. Jedoch soll der ganze Prozeß auf die Dauer eines Jahres verteilt werden. Die Lösung des Polenproblems – wie schon mehrfach ausgeführt – unterschiedlich nach der Führerschicht (Intelligenz der Polen) und der unteren Arbeiterschicht des Polentums. Von dem politischen Führertum sind in den okkupierten Gebieten höchstens noch 3 % vorhanden. Auch diese 3 % müssen unschädlich gemacht werden und kommen in KZs. […] Die primitiven Polen sind als Wanderarbeiter in den Arbeitsprozeß einzugliedern und werden aus den deutschen Gauen allmählich in den fremdsprachigen Gau ausgesiedelt.“

Zusammenfassend stellte Heydrich fest:

„1.) Juden so schnell wie möglich in die Städte,

2.) Juden aus dem Reich nach Polen,

3.) die restlichen 30.000 Zigeuner auch nach Polen,

4.) systematische Ausschickung der Juden aus den deutschen Gebieten mit Güterzügen.“

Beutel war daher, wie alle übrigen Einsatzgruppenführer, aufgrund seiner Funktion über die Absichten der obersten Führung aus erster Hand unterrichtet.
Die Einsatzgruppe IV war Anfang Oktober 1939 in Warschau stationiert. Bereits vom 13. September 1939 bis 23. Oktober 1939 war Beutel als Kommandeur der Sicherheitspolizei und des SD (KdS) in Warschau tätig.

### Ausstoß und Wiederaufnahme in die SS
Am 23. Oktober 1939 wurde Beutel wegen Unterschlagung, persönlicher Bereicherung und des Zusammenlebens mit einer Frau jüdischer Abstammung als Führer der Einsatzgruppe IV durch seinen bisherigen Stellvertreter Josef Meisinger abgelöst und verhaftet. Er kam für 4 Wochen ins KZ Dachau. Er wurde zum SS-Mann degradiert, aus der SS ausgestoßen und in einer Strafeinheit der SS-Division Totenkopf zum Westfeldzug kommandiert. Am 9. November 1940 wurde Beutel wieder als SS-Hauptsturmführer in die Allgemeine SS aufgenommen.
Aufgrund eines Armleidens, das er sich durch eine Verwundung in Ungarn zugezogen hatte, arbeitete Lothar Beutel dann als Abteilungsleiter in der Reichsapothekerkammer. Ab 1944 wurde er wiederum in der Waffen-SS verwendet. Im Juni 1945 wurde er in Berlin verhaftet und kam in sowjetische Kriegsgefangenschaft.

### Nach Kriegsende
Lothar Beutel verblieb bis Oktober 1955 in sowjetischer Kriegsgefangenschaft. Nach seiner Entlassung fasste er wieder Fuß als Apotheker in West-Berlin. Am 20. Mai 1965 wurde er festgenommen und kam in Untersuchungshaft, aus der er am 14. Dezember 1967 gegen Stellung einer Kaution von 50.000 DM freikam. Ein Strafverfahren gegen ihn und andere wegen der Vergeltungsmaßnahmen in Polen am 12. September 1939 wurde mit Beschluss des Landgerichts Berlin vom 26. März 1971 aufgrund mangelnder Beweise eingestellt.